# Bartok il magnifico
Bartok il magnifico (Bartok the Magnificent) è un film d'animazione direct-to-video statunitense del 1999 diretto da Don Bluth e Gary Goldman, spin-off del film Anastasia (1997).

## Trama
Bartok è un pipistrello albino che vive nella Russia ancora medievale, dove passa la sua vita fingendosi un eroe e divertendo la gente con i suoi trucchi, aiutato dall'amico e compagno Zozi, un orso con la smodata passione per il teatro e la recitazione. Un giorno il futuro zar di Russia, il giovane Ivan, viene apparentemente rapito dalla famigerata strega Baba Jaga. Bartok è incaricato dalla terribile strega Ludmilla, consigliera del futuro zar, di recarsi nella foresta di Baba Yaga e di trovare Ivan.
Bartok, trovata la casa della strega e, una volta incontrata, viene costretto da Baba Yaga a compiere tre prove: riuscire a riportare indietro Piloff, un curioso animaletto, prendere la corona incandescente di Oble l'orco fabbro, e infine prendere una piuma che volteggia sopra un prato senza la possibilità di volare, nel corso di tutte queste prove, a Zozi non sarà permesso di aiutarlo e ogni volta che dovrà tornare da Baba Yaga il teschio/guardiano sottoporrà loro degli indovinelli: la prima prova viene superata portando il blocco di ghiaccio sul quale era attaccata Piloff da Baba Yaga e di fatto sciogliendolo; la seconda viene portata a termine distraendo Oble con giochi giullareschi per poi rubargli la corona, l'orco cadrà poi in un fiume e si rinfrescherà calmandosi; la terza e più importante prova viene superata usando la colonna di ferro portata a Baba Yaga preso dalla prima prova, fatta accidentalmente crollare, riassemblata in maniera più ideale e usando la corona di Oble come vertice, per raggiungere la piuma.
Una volta portate a termine le tre missioni, Baba Yaga crea una pozione con l'aiuto di ciò che le ha portato Bartok, ma serve un ingrediente speciale: la sua compassione. Dopo essere riuscita a ottenere con uno stratagemma una lacrima dal pipistrello, Baba Yaga svela a Bartok che non è stata lei a rapire Ivan e dicendogli di guardare verso la torre da lui costruita, il pipistrello capisce che il giovane non ha mai lasciato la città e che si trova in una torre alta del palazzo reale e gli consegna la pozione informandolo che il suo effetto è aumentare di dieci volte ciò che uno ha dentro di sé.
A quel punto Bartok si reca al castello, dove racconta a Ludmilla l'accaduto e conduce lei e la guardia Vol alla torre, dove si trova effettivamente il giovane re. Ma lì, scoppia una lite tra Ludmilla e Vol, nella quale si scopre che in realtà è stata l'infida Ludmilla ad architettare il rapimento di Ivan allo scopo di ereditare il suo posto al trono e aveva ordinato a Vol di travestirsi da strega, rapirlo e ucciderlo, nonostante questi abbia preferito lasciarlo in una gabbia, ma vivo. Così per non avere testimoni, la donna, furibonda, rinchiude Vol nella gabbia con Ivan e Bartok in un'altra più piccola, prendendogli anche la pozione, e butta tutti in un pozzo che presto sarà riempito d'acqua. Infine beve la pozione e si trasforma in un feroce drago, avendo tirato fuori e moltiplicato per dieci tutta la sua perfidia; inoltre ha perso l'uso della parola e la capacità di ragionare, diventando un vero e proprio mostro.
I prigionieri vengono poi salvati da Zozi, mentre Ludmilla sta devastando la città con le fiamme, ma questa volta Bartok, grazie alle esperienze acquisite compiendo le imprese per Baba Yaga, riesce a sconfiggere Ludmilla con uno stratagemma, distruggendo la torre allagata, spegnendo il fuoco, schiacciando Ludmilla al suolo e restituendo a Ivan il suo trono. Alla fine Bartok diviene veramente un Magnifico eroe e ringrazia Baba Yaga.

## Doppiatori
| Personaggio | Doppiatore originale | Doppiatore italiano |
| ----------- | -------------------- | ------------------- |
| Bartok      | Hank Azaria          | Fabrizio Vidale     |
| Zozi        | Kelsey Grammer       | Alessandro Rossi    |
| Piloff      | Jennifer Tilly       | Laura Lenghi        |
| Baba Yaga   | Andrea Martin        | Paola Tedesco       |
| Ivan        | Phillip Van Dyke     | Davide Perino       |
| Vol         | Diedrich Bader       | Roberto Draghetti   |
| Teschio     | Tim Curry            | Ennio Coltorti      |
| Ludmilla    | Catherine O'Hara     | Gabriella Borri     |

## Riconoscimenti
- 2000 - Annie Awards
  - Nomination Miglior produzione animata per l'home entertainment
- 2000 - Golden Reel Award
  - Nomination Miglior montaggio per un film homevideo
  - Nomination Miglior montaggio (Effetti sonori)